# ان‌جی‌سی ۵۱۶۱
ان‌جی‌سی ۵۱۶۱ (انگلیسی: NGC 5161) یک کهکشان مارپیچی در صورت فلکی قنطورس است. جان هرشل این کهکشان را در ۳ ژوئن ۱۸۳۶ کشف کرد.